# Jean-Baptiste Chevalt
Pour les articles homonymes, voir Cheval (homonymie).
Jean-Baptiste Cheval surnommé Chevalt (5 août 1817 - 26 novembre 1876) est un prêtre, architecte, peintre, archéologue français qui restaura de nombreux édifices religieux dans le sud de la France, notamment les sanctuaires de Rocamadour.

## Activités ecclésiastiques
À 20 ans, Jean-Baptiste Cheval est professeur au petit séminaire de Moissac. Il entre ensuite au grand séminaire de Montauban pour devenir prêtre le 1er juin 1844.
En 1846, il effectue un travail remarqué de décoration à l'église de Nevèges de Labarthe.
Le 12 janvier 1847, il est nommé curé de Molières, puis le 12 janvier 1850 de Cazes-Mondenard toujours en Tarn-et-Garonne.
Il entre en contact avec Pierre Bonhomme, le fondateur de la congrégation des Sœurs de Notre-Dame du Calvaire: pour accompagner à Gramat trois religieuses. Les sœurs de la congrégation accueillent les pèlerins, s'occupent des malades, des pauvres de l'éducation des jeunes filles de Rocamadour. L'abbé Chevalt a des problèmes d'audition à la suite de nombreux problèmes ORL. L'évêque de Montauban, Jean-Marie Doney, l'autorise alors, le 22 juin 1856 à cesser ses fonctions paroissiales pour diriger le chantier de restaurations de Rocamadour en accord avec Jean-Jacques Bardou, évêque de Cahors.

## La restauration des sanctuaires de Rocamadour

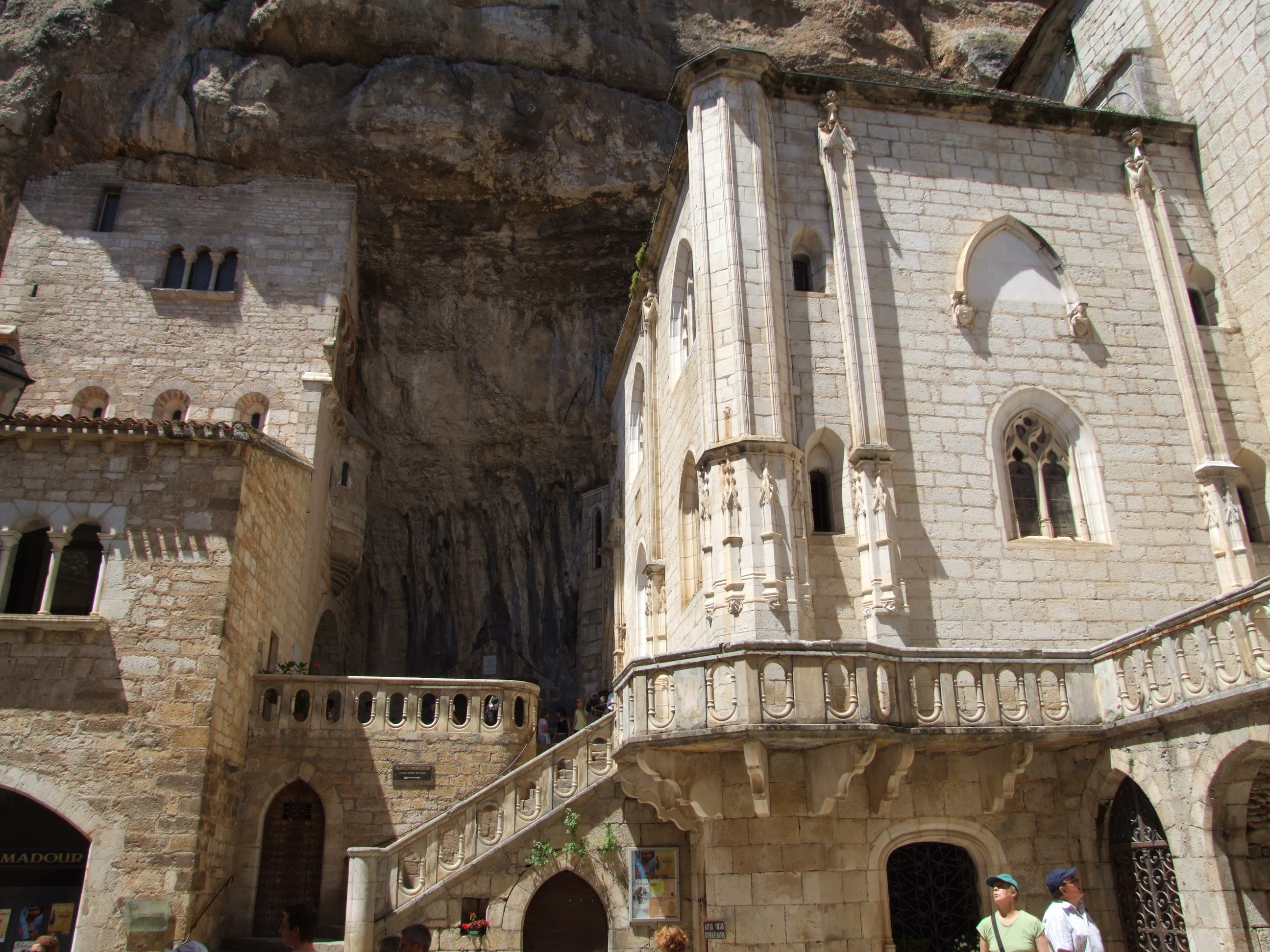
Édifices reconstruits à Rocamadour.

Monseigneur Bardou, évêque de Cahors avait organisé une grande loterie pour financer la restauration des sanctuaires de Rocamadour. Il avait réuni 84 624,63 francs, soit seulement le quart de la somme qu'avait estimé M. Lainé, architecte agréé par le diocèse.
L'abbé Chevalt fut appelé et reçut la délégation totale de l'évêque pour la direction du chantier de 1858 à 1872 :
- il géra les aspects techniques : réalisation des plans, embauche des ouvriers et supervision des travaux ;
- il s'acquitta des tâches administratives : approvisionnement en machines et matériaux, gestion de la trésorerie, achat des terrains, négociation et représentation de l'évêque en justice ;
- il rendit compte à l'évêque pratiquement tous les mois de l'avancée des travaux et des dépenses engagées.

Il s'investit pleinement dans sa tâche, malgré des problèmes de santé. Il fit même des avances avec ses avoirs personnels lorsque l'argent venait à manquer pour le chantier. Il fut très affecté par l'hostilité de la population de Rocamadour et particulièrement par le procès perdu par l'administration du pèlerinage à la suite de l'éboulement du 3 février 1865. Il fit aussi une chute importante d'un échafaudage en août 1872.
Sa première campagne de restauration de 1858 à 1864 concerne l'église Saint-Sauveur et la crypte Saint-Amadour de 1858 à 1860, la chapelle Sainte-Anne en 1861 et 1862, la chapelle Notre-Dame de 1860-1864 ; suivent la chapelle Saint-Michel restaurée en 1865 puis Saint-Blaise vers 1867 et la dernière phase du chantier concerne le palais abbatial, la porterie et Saint-Jean-Baptiste entre 1869 et 1872.
Dès 1868, il put aussi diriger d'autres chantiers.

## Autres chantiers
- Vers 1850, peinture au plafond et des colonnes de l'église de Verdun-sur-Garonne[5]
- Réalisation des plans de la maison d'accueil des sœurs de Notre-Dame du Calvaire de Gramat, en 1868[3] ;
- reconstruction de l'Église Saint-Martin de Sousceyrac entre 1864 et 1897 (bien qu'il soit mort avant la fin des travaux)
- Restauration de l'église Saint-Sour de Terrasson-Lavilledieu[6] ;
- Restauration des églises de La Souterraine[7] ;
- Restauration de l'église Notre-Dame d'Arliquet (commune de Aixe-sur-Vienne)[8] ;
- Conception du calvaire au lieu-dit Carrendier à Féneyrols[9].

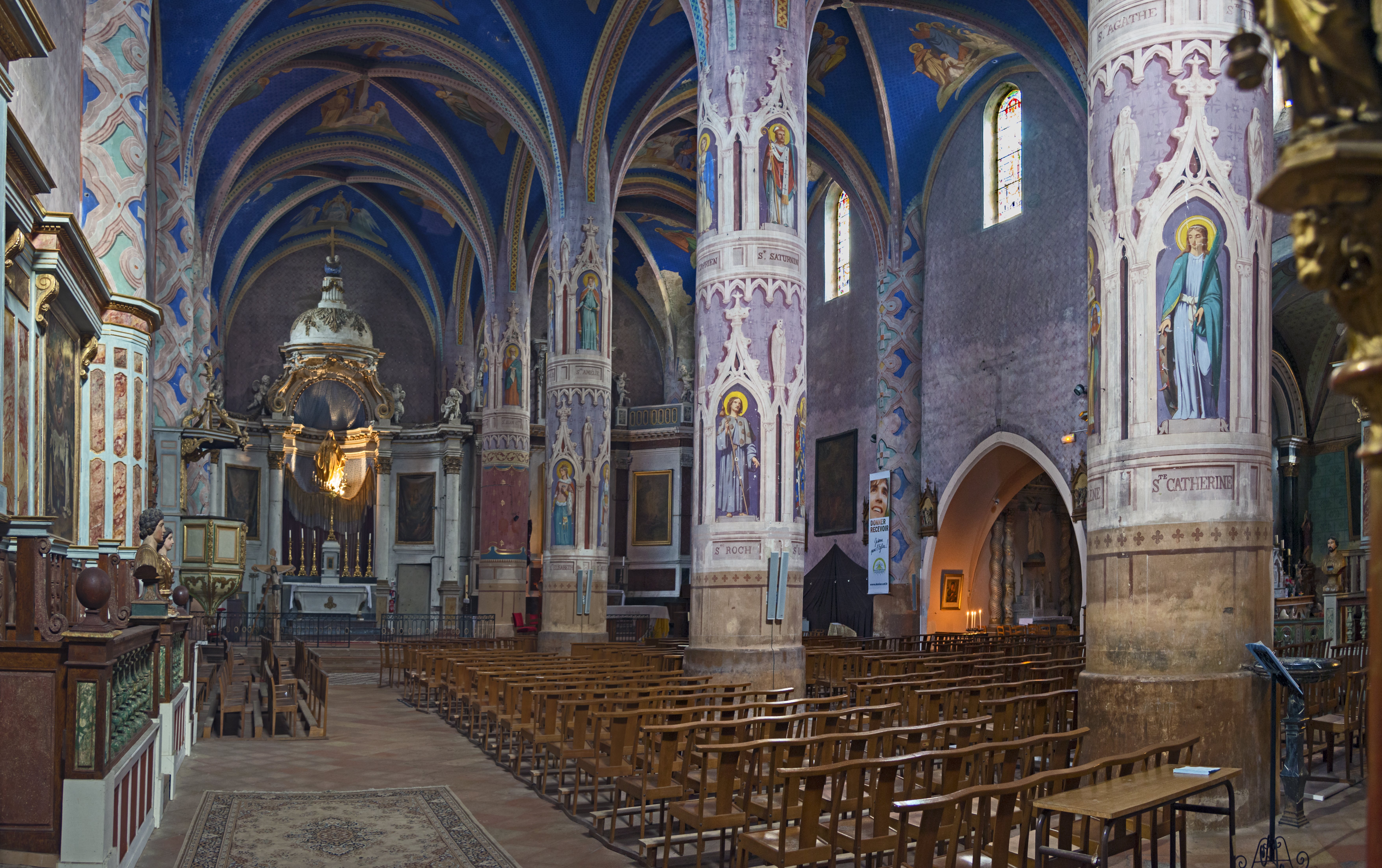
Verdun-sur-Garonne Église de l'Assomption-et-de-Saint-Michel
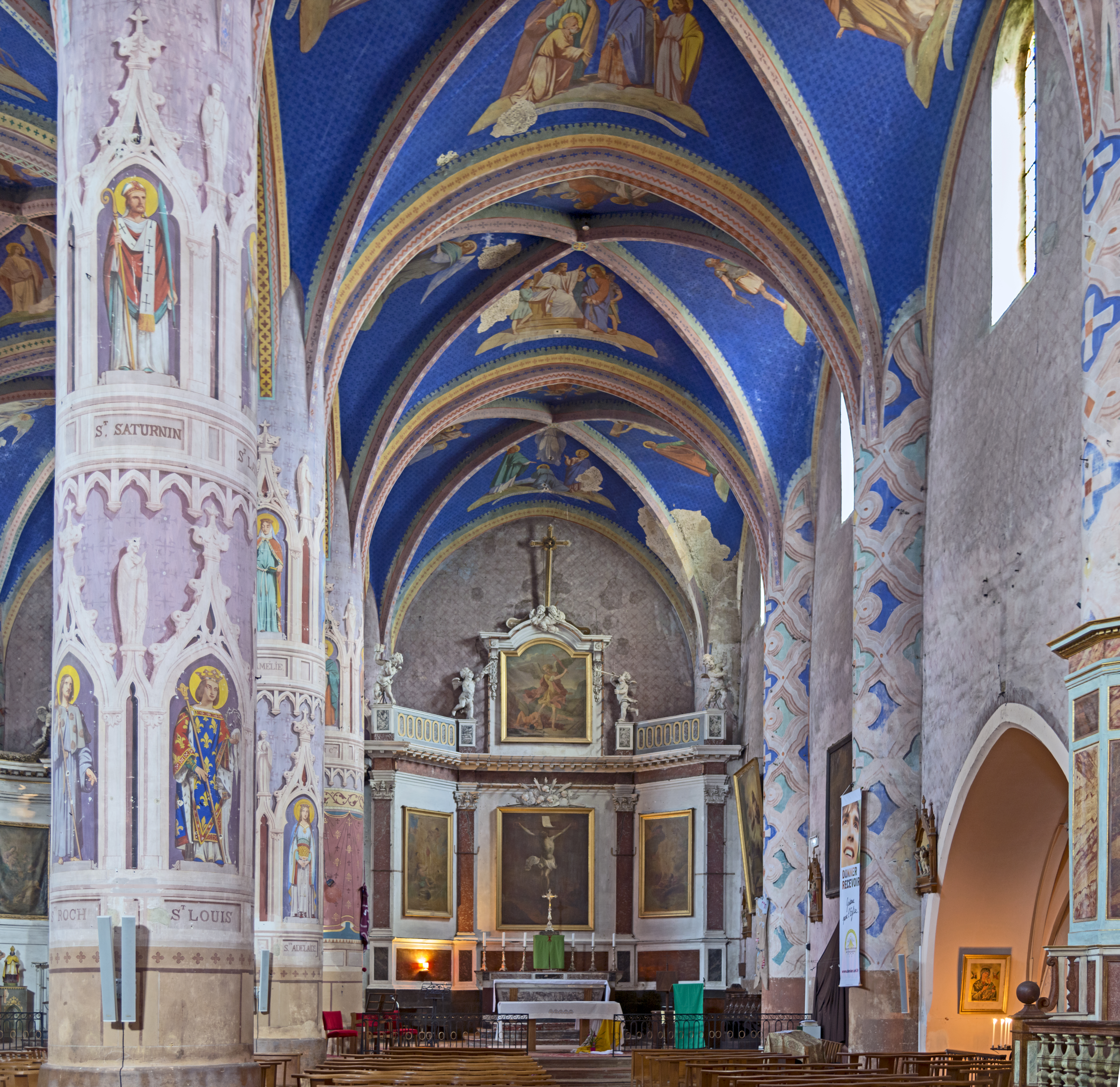
Verdun-sur-Garonne Église de l'Assomption-et-de-Saint-Michel
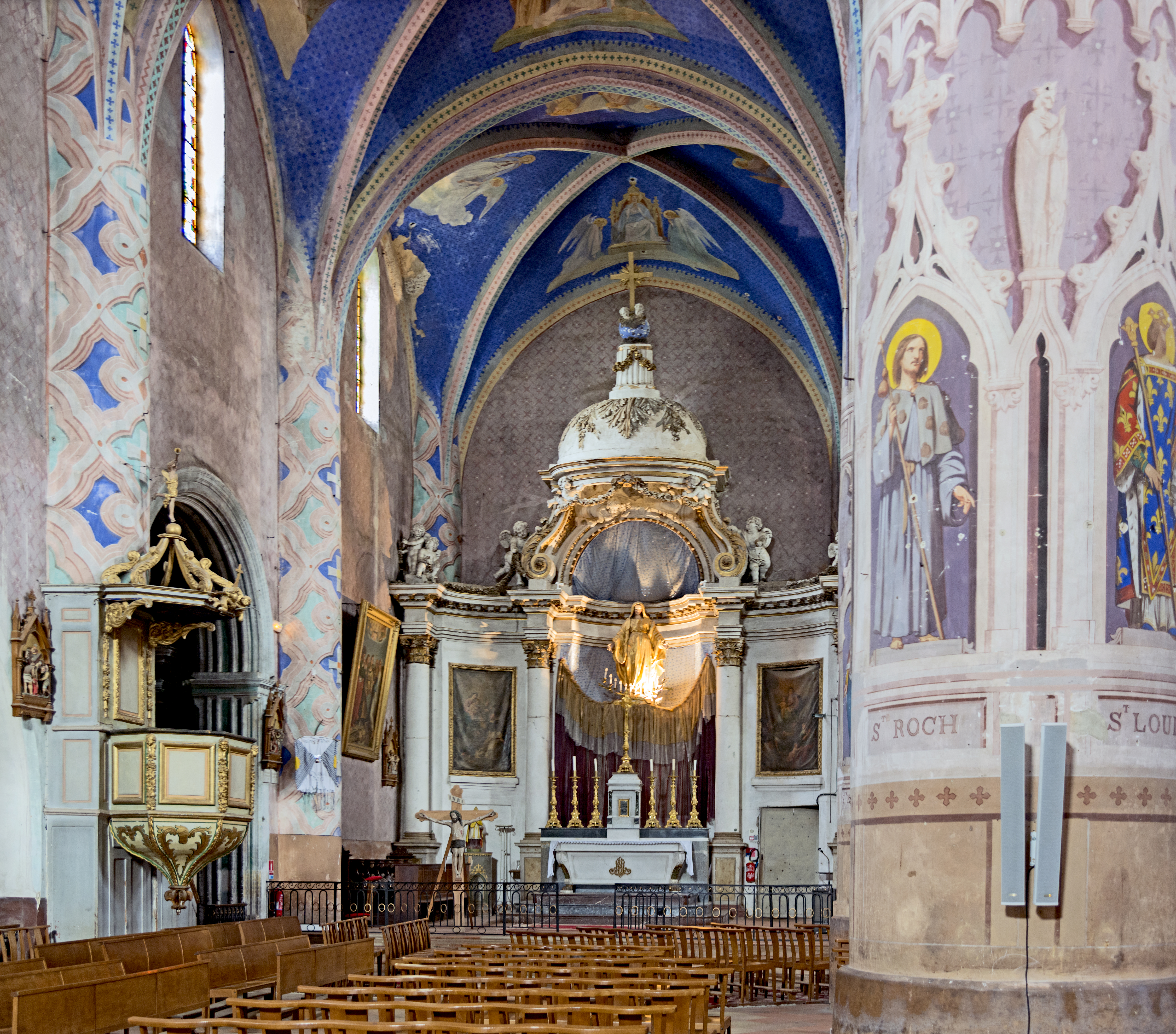
Verdun-sur-Garonne Église de l'Assomption-et-de-Saint-Michel
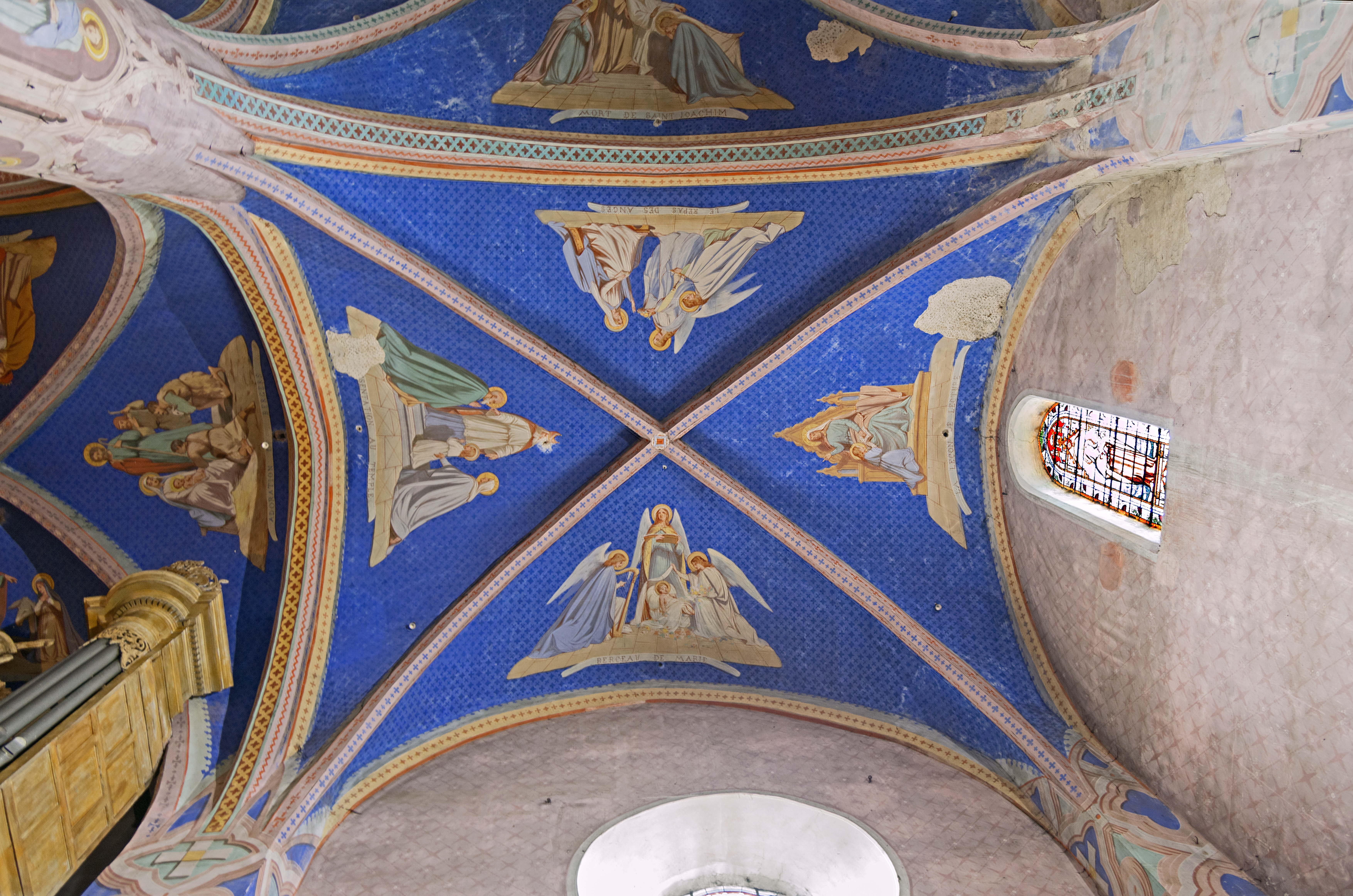
Verdun-sur-Garonne Église de l'Assomption-et-de-Saint-Michel, plafond